# 植物园站 (广州)
植物园站是廣州地鐵六號線的一座中途站，位於中国广东省廣州市天河区天源路迎龙路口南侧的地底，因邻近华南植物园而得名。車站於2017年6月28日啟用。

## 车站結構

### 車站樓層
本站共有兩層。地面為天源路、迎龙路、華南國家植物園及各住宅小區。地下一層為站廳；地下二層目前為6號線月台。
本站车站色系为湖綠色，是6号线二期车站中没有使用灰綠色作为色系的车站之一。
| 地下一层 | 站廳               | 售票機、客服中心、警务室、母婴室、安检设施 |  |  |
| 地下二层 |                    | 预留 █20号线（現狀封閉）                   |  |  |
|          | 岛式站台（卫生间） |                                            |  |  |
|          | 2 站台             | █6号线 潯峰崗方向（下站：长湴）            |  |  |
|          | 1 站台             | █6号线 香雪方向（下站：龙洞）              |  |  |
|          | 岛式站台（卫生间） |                                            |  |  |
|          |                    | 预留 █20号线（現狀封閉）                   |  |  |

### 站厅

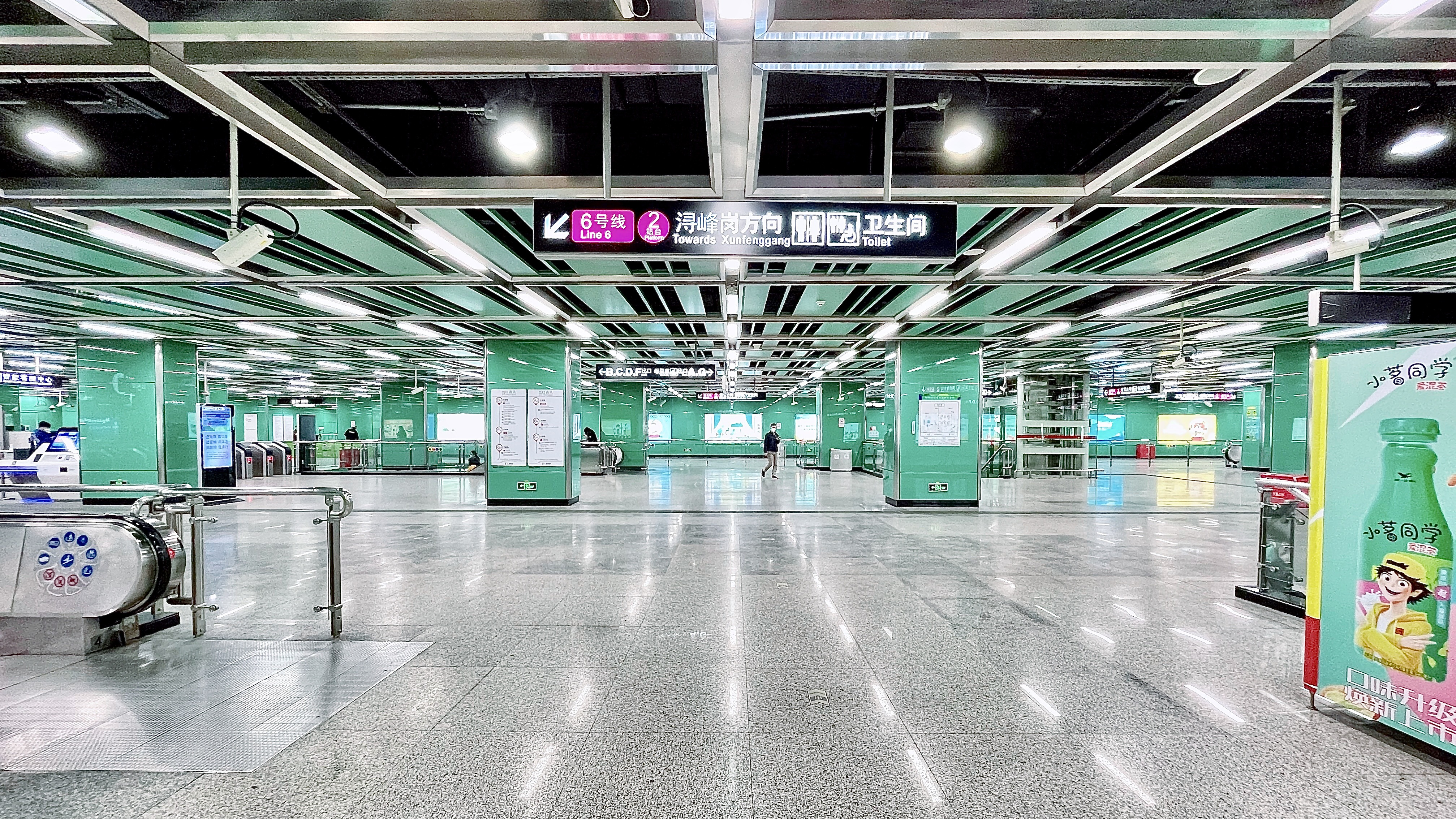
站厅

植物园站站厅設有售票機、客務中心和商店等设施。本站的母婴室设于站厅非付费区近A出入口旁。
为方便行人进出，站厅中央被划分为收费区，收费区内各自设有四條扶手电梯、一組楼梯和一台专用电梯供乘客前往不同方向的月台。

### 月台
本站設有兩個島式月台，位於天源路的地底。目前6號線只使用內側的1號和2號站台；而外側站台則被玻璃板假牆封閉，留待遠期植物園及以東路段拆解延長為20號線之後才使用。因此在乘客眼中，本站只設有一對側式站台。两个月台均设有卫生间，其中在1号月台设于浔峰岗方向的頭端，2号月台则设于香雪方向的頭端。
另外，本站南端6號線正線之間設有一條單渡線，當6號線二期路段出現故障時，往香雪的列車會通過此渡線折返，以本站為臨時總站。
拆解預留方面，車站北端設有兩條單渡線分別連接6號線和20號線的上下行，現時該組渡線作為6號線正線參與日常運營；未來新6號線和20號線區間下穿現時6號線的隧道亦均已建成；被封閉的外側站台軌行區亦已鋪軌及裝有必要的設備。

### 出入口
植物園站在启用时设有6个出入口供乘客进出车站，也是6号线二期车站中目前出入口数量最多的车站。
C、D出入口以及与站厅相连的区域因应地铁商业街施工需要，于2018年1月6日封闭至2018年9月15日。
|                                           |                                        |      |          | |
| 編號                                      | 设施                                   | 照片 | 出口指示 | 建議前往的目的地                                                                                           |
| A                                         | 盲道标志 · 无障碍通道标志 · 升降机标志 |      | 天源路   | 華南國家植物園、植物园正门公交车站（东行）                                                                 |
| B                                         | 扶手电梯标志                           |      | 天源路   | 天源路（华南植物园）公交总站                                                                               |
| C                                         | 扶手电梯标志                           |      | 天源路   | 地铁植物园站（世纪绿洲）公交车站（东行）、龙洞牌坊公交车站（东行）                                         |
| D                                         | 盲道标志 · 无障碍通道标志 · 升降机标志 |      | 天源路   | 廣東工業大學（龍洞校區）、广州市天河区龙洞医院、龙洞路口公交车站、迎龙路公交车站、龙洞牌坊公交车站（西行） |
| F                                         | 盲道标志 · 扶手电梯标志                |      | 天源路   | 广州市第八十九中学、地铁植物园站（世纪绿洲）公交车站（西行）                                               |
| G                                         | 扶手电梯标志                           |      | 天源路   | 植物园正门公交车站（西行）                                                                                 |
| 註： 設有 \| 設有 \| 設有 \| 設有扶手電梯 |                                        |      |          | |

## 利用状况
本站周边有大量较为成熟的楼盘，同时本站以北有广东工业大学龙洞校区等高等院校，以及传统意义上的龙洞地区，因此本站的客流平日或者节假日均会有非常多的乘客在此进出车站。同时由于本站启用后，大量龙洞以北的居民或学生亦改为在本站转驳公交车前往龙洞以北的工业区、广东金融学院等地，亦舒缓了长湴站的客流壓力。
为缓解本站及天河客运站等大客流车站的压力，本站自2018年5月22日起，于工作日早高峰7时45分至8时45分实行常态化限流措施，后延长至工作日7时45分至9时整会实行常态化限流措施。
本站A出口离华南植物园距离大约500米，步行约5分钟。因此每逢天气良好的节假日和周末，本站會湧現大量本地或外地旅客，前往华南植物园遊覽。

## 接驳交通
植物园站附近有多个公交站点。
| 普通巴士线路 \| 编号 \| 编号 \| 线路 \| 线路 \| 线路 \| 收费 \| 备注 \| \| ---- \| ----- \| ---------------------- \| ---------------------- \| ------------------------ \| ---------------------- \| ---------------------- \| \| \| 30 \| 龙洞（民族文化村） \| ⇆ \| 东山广场 \| 2元 \| \| \| \| 39 \| 天河公交场 \| ⇆ \| 龙洞（广东金融学院） \| 2元 \| \| \| \| 83 \| 白云山制药厂 \| ⇆ \| 广汕路（科景路口） \| 2元 \| \| \| \| 84 \| 天平架 \| ⇆ \| 渔沙坦（旺岗） \| 2元 \| \| \| \| 84A \| 动物园 \| ⇆ \| 渔沙坦（渔中路） \| 2元 \| \| \| \| 345 \| 家和天曜 \| ⇆ \| 知识城南（地铁何棠下站） \| 3元 \| 不大于15–30分/班 \| \| \| 345A \| 天河客運站 \| ⇆ \| 永和贤江 \| 3元 \| 不大于15–30分/班 \| \| \| 492 \| 渔沙坦（中山村） \| ↻ \| 渔沙坦（中山村） \| 2元 \| \| \| \| 493 \| 已于2024年10月27日停办 \| 已于2024年10月27日停办 \| 已于2024年10月27日停办 \| 已于2024年10月27日停办 \| 已于2024年10月27日停办 \| \| \| 494 \| 萝岗万达广场 \| ⇆ \| 广汕一路（林机街） \| 2元 \| \| \| \| 494A \| 已于2024年12月1日停办 \| 已于2024年12月1日停办 \| 已于2024年12月1日停办 \| 已于2024年12月1日停办 \| 已于2024年12月1日停办 \| \| \| 564 \| 黄埔古村南广场 \| ⇆ \| 天河客運站 \| 3元 \| \| \| \| 775 \| 龙洞（广东金融学院） \| ⇆ \| 华工大 \| 2元 \| \| \| \| B12 \| 天源路（华南植物园） \| ⇆ \| 车陂 \| 2元 \| \| \| \| 夜10 \| 龙洞（广东金融学院） \| ⇆ \| 东山口 \| 3元 \| 39路附属线路 \| \| \| 夜71 \| 燕塘企业 \| ⇆ \| 渔沙坦（渔中路） \| 3元 \| \| \| \| 夜100 \| 黄埔古村南广场 \| ⇆ \| 天河客運站 \| 4元 \| 564路附属线路 \| |       |                        |                        |                          |                        |                        |
| 编号 | 编号  | 线路                   | 线路                   | 线路                     | 收费                   | 备注                   |
| | 30    | 龙洞（民族文化村）     | ⇆                      | 东山广场                 | 2元                    |                        |
| | 39    | 天河公交场             | ⇆                      | 龙洞（广东金融学院）     | 2元                    |                        |
| | 83    | 白云山制药厂           | ⇆                      | 广汕路（科景路口）       | 2元                    |                        |
| | 84    | 天平架                 | ⇆                      | 渔沙坦（旺岗）           | 2元                    |                        |
| | 84A   | 动物园                 | ⇆                      | 渔沙坦（渔中路）         | 2元                    |                        |
| | 345   | 家和天曜               | ⇆                      | 知识城南（地铁何棠下站） | 3元                    | 不大于15–30分/班       |
| | 345A  | 天河客運站             | ⇆                      | 永和贤江                 | 3元                    | 不大于15–30分/班       |
| | 492   | 渔沙坦（中山村）       | ↻                      | 渔沙坦（中山村）         | 2元                    |                        |
| | 493   | 已于2024年10月27日停办 | 已于2024年10月27日停办 | 已于2024年10月27日停办   | 已于2024年10月27日停办 | 已于2024年10月27日停办 |
| | 494   | 萝岗万达广场           | ⇆                      | 广汕一路（林机街）       | 2元                    |                        |
| | 494A  | 已于2024年12月1日停办  | 已于2024年12月1日停办  | 已于2024年12月1日停办    | 已于2024年12月1日停办  | 已于2024年12月1日停办  |
| | 564   | 黄埔古村南广场         | ⇆                      | 天河客運站               | 3元                    |                        |
| | 775   | 龙洞（广东金融学院）   | ⇆                      | 华工大                   | 2元                    |                        |
| | B12   | 天源路（华南植物园）   | ⇆                      | 车陂                     | 2元                    |                        |
| | 夜10  | 龙洞（广东金融学院）   | ⇆                      | 东山口                   | 3元                    | 39路附属线路           |
| | 夜71  | 燕塘企业               | ⇆                      | 渔沙坦（渔中路）         | 3元                    |                        |
| | 夜100 | 黄埔古村南广场         | ⇆                      | 天河客運站               | 4元                    | 564路附属线路          |

## 歷史
在1997年的《廣州市城市快速軌道交通線網規劃研究（最終報告）》中，並沒有植物園站。當時7號線只有一個名為龍洞的車站，位置位於本站東北邊。2003年，該線路成為現時的6號線。隨後6號線分為兩期建設，龍洞站亦被拆分為現時的植物園和龍洞兩站，兩者一同被撥入二期路段之中。因為考慮到6號線首期4節編組列車運力有可能無法滿足未來6號線的運力需求，因而從本站起始的6號線二期各站將按照6節編組列車長度設計和建設，並在本站預留拆解條件。2011年6月17日，6號線二期工程正式開工建造。
由于征地问题，导致施工队无法按時进场施工，本站和柯木塱站无法与六号线二期同期开通，与沙河站一样采取飞站处理。2017年6月28日，本站和柯木塱站由當天頭班車起同時投入服務。
2022年年末疫情期间，本站曾受防控措施影响，于11月26日至11月30日下午暂停服务。

## 未來發展

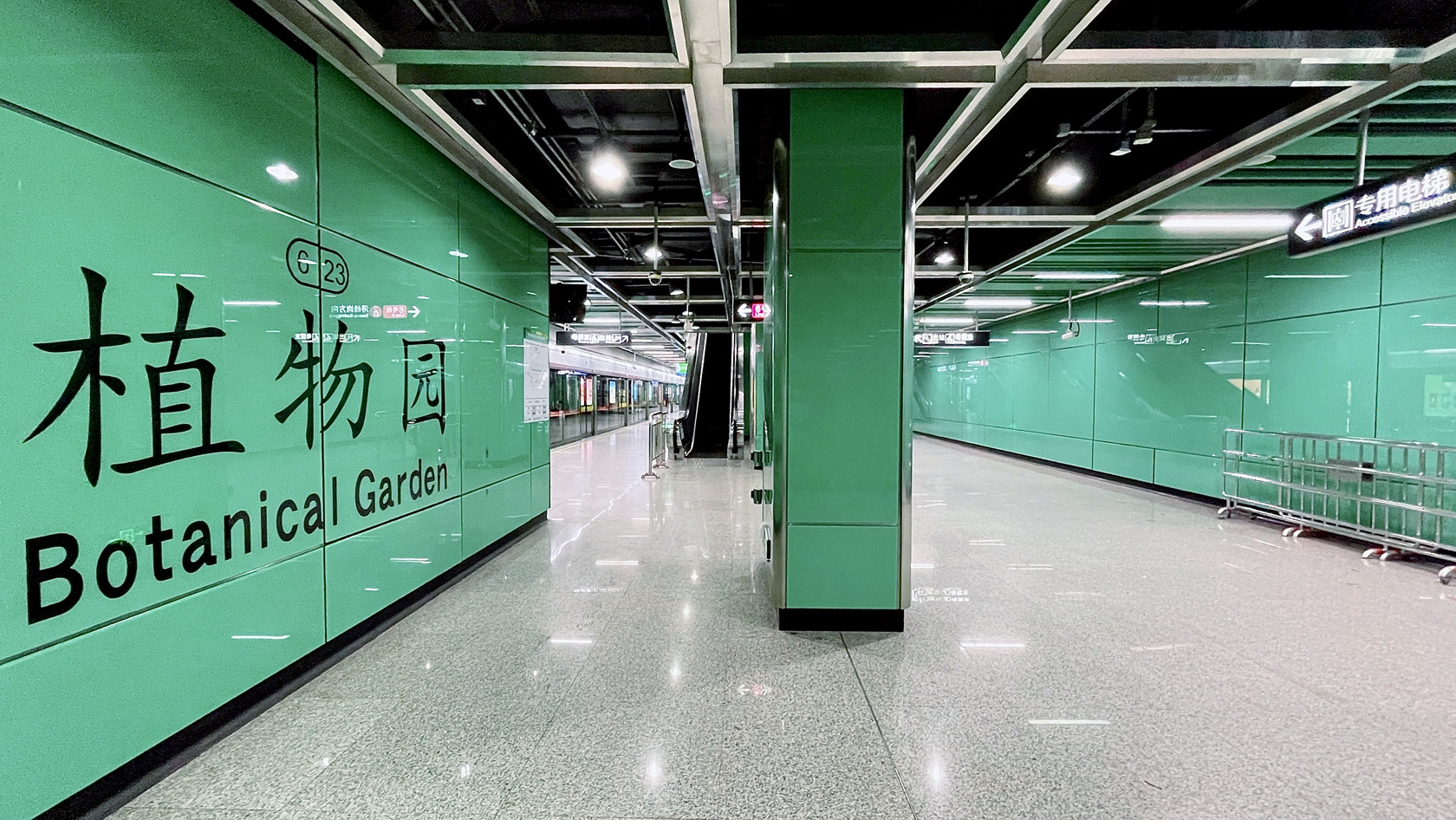
現時封閉外側站台的玻璃假牆

未來6號線植物園至香雪一段將會拆解同時延長進入市區，成為獨立運營的20號線，並改用6節編組列車行駛；而6號線自身亦會從植物園站繼續延長。屆時本站將會成為拆解後的6號線和20號線的換乘站，現時封閉外側站台的玻璃假牆亦會拆除，外側站台將會作為新線的站台啟用。不過新6號線拆解延長段和20號線仍屬遠期規劃，沒有動工和開通的時間表。